# Чуєш…Ти чекай мене
«Чуєш… Ти чекай мене» (рос. Жди меня) — вірш видатного радянського поета Костянтина Симонова, написаний у липні-серпні 1941 року.

## Історія написання
Існувало декілька версій щодо написання вірша. За словами автора, у липні 1941 року він повернувся до Москви після першого відрядження на фронт. Факти розгромлення радянських військ на початку війни справили на нього гнітюче враження.
Перебуваючи в Москві, поет очікував переведення на роботу в газету «Червона зірка». Ці дні Лев Кассіль запропонував Костянтину Симонову провести на дачі в Передєлкіно, де було написано вірш «Чуєш..Ти чекай мене». Поезія була присвячена коханій жінці, реальній особі, акторці Валентині Сєровій, яка на той час була евакуйована у Фергану зі своїм театром.

### Перша публікація вірша
Спочатку автор взагалі не збирався друкувати цю поезію, вважаючи її занадто особистою. Неодноразово поет читав вірш своїм товаришам. У грудні 1941 року слухачі почули його в радіоефірі.
На першу публікацію в газетах «На штурм» (друкований орган 44-ї армії), «Красная звезда», (де працював військовим кореспондентом) вірш не прийняли. Рік потому друзі вмовили автора звернутися до редакції газети «Правда» —  1942 року вірш було надруковано на третій шпальті.

## Ідейно-художній аналіз поезії
Тема: кохання — це почуття, сила якого здатна перемогти смерть і зберегти життя. Ідея твору — показати душевні якості жінки, яка вміє чекати.
Композиційно твір складається з трьох частин, кожну з яких автор виокремлює фразою близькою за змістом до рефрену «Чуєш…Ти чекай мене».
У першій частині розповідається, як сумно й тяжко чекати коханого з фронту. Змінюються пори року. Листи перестають надходити, жінки - чекати своїх солдат.
Друга частина — кульмінація, що розвиває ідею: повернення коханого ніхто не очікує. Випробування розлукою витримують не всі. Батьки, мати, друзі, син – усі зневірилися й поминають душу загиблого. Такий іспит може витримати тільки жінка,  яку кохають і яка кохає у відповідь. Чітко простежується протиставлення віри й любові героїні безвір’ю й забуттю оточуючих.
Третя частина — це нагорода за очікування. Герой залишився живим і повертається додому тільки тому, що його так гаряче любили й так віддано чекали. Любов жінки, її віра можуть творити дива.
Жанр поезії: вірш інтимної лірики, монолог-послання ліричного героя до своєї коханої з елементами сповіді. Одночасно лунають і суспільні мотиви: виконання громадянського обов’язку, віра в перемогу.
Мова вірша витримана. Глибина почуттів зумовлює наявність  недостатньо забарвлених засобів художньої виразності, єдиний всеохоплюючий душевний стан – одноманітність ритму. Поет використовує епітети («жовті дощі», «літо вогняне»), метафору («Як чеканням ти своїм Вберегла мене»), анафору (повторення початку строфи «Ти чекай…»).

## Популярність вірша в роки війни
Цей твір став справжньою поетичною молитвою. В умовах війни, коли в 1941-1942 роках підсумок війни ще не був відомий, коли надія на повернення близьких була занадто малою, віра в рятівну силу кохання була необхідна людям. У вірші Костянтина Симонова були сконцентровані вічні християнські цінності – віра, надія, любов.
Поезія стала всенародною. Солдати вирізали вірш з газет, переписували, вивчали напам'ять і посилали в листах дружинам і нареченим. Пізніше такі газетні вирізки знаходили в нагрудних кишенях поранених і загиблих. Поранені, коли їм було нестерпно боляче, читали цей вірш. Навіть нацистські солдати перекладали його німецькою мовою та вчили напам’ять. Для єврейського батальйону британської армії в 1943 році цей вірш на івриті, був найпопулярнішою піснею на війні.
Найціннішим для солдатів, які воювали, знати, що їх чекають, люблять, моляться, пам’ятають. Поетичне слово К. Симонова набуло такої великої сили, що кожен, хто читав вірш у роки війни, вірив, що його почуття обов’язково врятують рідну людину від смерті. Цей твір і після війни не втратив свого значення.

## Музичний супровід вірша
Музику до вірша підбирали не один рік, і співали пісню на різні мотиви. Солдати говорили, що такий твір і не повинен супроводжуватися музикою. Він сам є музика, музика душі й серця.
У січні 1942 року Костянтин Симонов подарував  Матвію Блантеру збірку віршів «З тобою й без тебе». Композитор прочитав вірші й відразу написав три пісні, серед яких «Жди меня». До сучасного українського варіанту цієї поезії (переклад Юрія Гончаренка) музику створив Михайло Олійник.

### Виконавці пісні
Виконавцями пісенного варіанту були Костянтин Симонов, Валентина Сєрова, Віра Красовицька, Леонід Утьосов, Георгій Виноградов, Людмила Зикіна, Едуард Хіль,  Алібек Днишев, Геннадій Бєлов, Ернст Буш (німецькою мовою), Шимшон Бар-ной (іврит), серед сучасних співаків – Злата Огнєвіч (російський варіант), Петро Радейко (український варіант).

## Вірш у кінематографії
- Художній фільм «Хлопець з нашого міста» (1942, автор сценарію К. Симонов, режисер О. Столпер). Вірш виконується як пісня радянською співачкою Вірою Красовицькою, про що в титрах не зазначено.
- Художній фільм «Чекай мене» (1943, автор сценарію К. Симонов, режисер О. Столпер). Головна героїня, яку зіграла Валентина Сєрова, співає пісню на слова автора.
- «Тіні зникають опівдні» (телесеріал). Варя Морозова читає вірш на сцені будинку культури.
- Художній фільм «Травень» (2007). Головний герой, лейтенант Євгеній Печалін, читає уривок з вірша невдасі-призовнику, який намагається підірвати себе гранатою.